# Deipile
Deipile (in greco antico: Δηιπύλη?, Dēipýlē) o Deifile è un personaggio della mitologia greca. Fu una principessa di Argo.

## Genealogia
Figlia di Adrasto e di Anfitea (figlia di Pronace) o Demonassa, sposò Tideo e fu madre di Diomede.

## Mitologia
Fu la più giovane delle tre sorelle e fu data in sposa a Tideo (che aveva una pelle di cinghiale) dopo che il padre ebbe la rivelazione di dare la mano di due delle tre figlie ad un leone e ad un cinghiale.
Dante Alighieri la cita nel canto XXII del Purgatorio.